# Gustavo Testa
Gustavo Testa (18. srpnja 1886. – 1. ožujka 1969.) bio je talijanski biskup i kardinal.

## Životopis
Rođen je u Boltieru, 18. srpnja 1886. godine. Za svećenika je zaređen 28. listopada 1910. godine. Dana 4. lipnja 1934. izabran je za naslovnog nadbiskupa Amasea. Posvećen je 1. studenog 1934. godine. Papa Ivan XXIII. proglasio ga je kardinalom 14. prosinca 1959. godine.
Podijeljen mu je tada naslov hrvatske crkve svetog Jeronima u Rimu. Crkvu svetog Jeronima je preuzeo u posjed 29. svibnja 1960. godine. U Zavodu se čuva jedan njegov portret. Umro je 1. ožujka 1969. godine.

### Članci
- Bogdan, Jure. 2005. Hrvatska crkva svetog Jeronima u Rimu i njezini kardinali naslovnici. Crkva u svijetu. Sveučilište u Splitu - Katolički bogoslovni fakultet. Split. 40 (2): 187–205